# Новожилов, Виталий Иванович
Виталий Иванович Новожилов (20.08.1901, дер. Ведерки Костромского уезда Костромской губ. — ?) — советский военачальник, полковник (1938), участник Гражданской и Великой Отечественной войн.

## Биография
Русский. Военное образование: 7-е Армавирские командно-пехотные курсы им. Серго Орджоникидзе в Баку (1921), повторные курсы среднего комсостава при Интернациональной объединённой военной школе в Ленинграде (1926), курсы «Выстрел» (1932), курсы войсковой разведки при IV управлении Штаба РККА (1936), КУВНАС при Военной академии РККА им. М. В. Фрунзе (1941).
Во время Гражданской войны 20 марта 1920 года поступил на Костромские командно-пехотные курсы, в августе зачислен в состав 4-го курсантского полка 2-й Московской бригады курсантов и отправлен на Южный фронт, участвовал в боях в Кубанской и Донской областях, в декабре 1920—апреле 1921 года — в горах Дагестана, затем в отряде особого назначения принимал участие в подавлении антибольшевистского мятежа на Урале (г. Гурьев). С мая 1921 года продолжил учёбу на 7-х Армавирских командно-пехотных курсах им. Серго Орджоникидзе в Баку, участвовал в подавлении антибольшевистских выступлений в Баку и его окрестностях. В начале ноября 1921 года окончил курсы с присвоением звания «краском» и направлен в Петроградский ВО командиром взвода в 136-й стрелковый полк 16-й стрелковой дивизии им. В. И. Киквидзе. С июля 1922 года командовал взводом в Усть-Ижорской отдельной караульной роте. С 25 сентября 1925 по 15 августа 1926 года проходил обучение на повторном отделении среднего комсостава при Ленинградской интернациональной объединённой военной школе, затем назначен в 59-й Выборгский стрелковый полк 20-й стрелковой дивизии Ленинградского военного округа (ЛВО): командир взвода полковой школы, командир роты, начальник штаба батальона и пом. начальника штаба полка. В период с декабря 1931 по февраль 1932 года проходил обучение на курсах «Выстрел», а с 31 декабря 1935 по 17 ноября 1936 года — на курсах войсковой разведки при IV управлении Штаба РККА. В августе 1936 года назначен командиром отдельного разведбатальона 67-й стрелковой дивизии ЛВО. С октября 1937 года командовал 201-м, затем 281-м стрелковыми полками, с июля 1938 года — 231-м горнострелковым полком 77-й Азербайджанской горнострелковой дивизии им. С. Орджоникидзе Закавказского военного округа.
15 мая 1939 года назначен командиром 158-й стрелковой дивизии Северо-Кавказского военного округа (Ейск). С октября 1940 по май 1941 года находился на КУВНАС при Военной академии РККА им. М. В. Фрунзе.

### В годы Великой Отечественной войны
С началом Великой Отечественной войны 158-я дивизия в составе 34-го стрелкового корпуса 19-й армии была включена в Группу армий резерва Ставки ГК, начала передислокацию на Западный фронт и в середине июля 1941 года включилась в бои за Смоленск. 19 июля 1941 года в боях под Смоленском полковник В. И. Новожилов был тяжело контужен и оставлен на поле боя. Указом Президиума Верховного Совета СССР от 9.8.1941 он был награждён орденом Красного Знамени («В ходе боевых действий полковник В. И. Новожилов умело руководил дивизией, проявляя храбрость, выдержанность и стойкость. Особо отличился в боях в районе дер. Ширяево. Во время отражения танковой атаки не бросил своего командного пункта, принял меры к задержанию противника»).
Оказавшись на оккупированной территории, с 20 августа 1941 года был заместителем командира партизанского отряда им. 1-го Мая, который действовал в Рославльском и Шумячском районах Смоленской области. С декабря 1941 года с группой партизан начал переход в Харьковскую область на соединение с частями Красной армии. 5 февраля 1942 года в районе Лозовая, Криштоповка ему удалось перейти линию фронта, после чего его направили в штаб Юго-Западного фронта в Воронеж. До апреля проходил спецпроверку, затем состоял в распоряжении ГУК НКО.
В июне 1942 года назначен начальником отдела боевой подготовки 38-й армии Брянского фронта, 12 августа 1942 года назначен командиром 237-й стрелковой дивизии. В декабре 1942—январе 1943 года находился на лечении в госпитале, затем состоял в распоряжении Военного совета Воронежского фронта. С мая 1943 года исполнял должность зам. командира 183-й стрелковой дивизии. В конце августа вернулся к командованию 237-й стрелковой дивизией, входившей в это время в состав 40-й армии и занимавшей оборону по вост. берегу р. Псел на фронте Пашков, Соловьевка, Бишкень. С 1 сентября её части форсировали реку и перешли в наступление в общем направлении Ворожба, Межигири, Капустницы, Русановка, Лука, Свиридовка. Сломив в упорных боях сопротивление противника, они форсировали р. Сула и преследовали противника в направлении Белоцерковцы, Усовка. 16 сентября 1943 года полковник В. И. Новожилов был отстранен от должности и зачислен в распоряжение Военного совета Воронежского фронта.
В октябре 1943 года назначен зам. командира 161-й стрелковой дивизии, которая участвовала в Проскуровско-Черновицкой наступательной операции (в марте 1944 года), в Львовско-Сандомирской наступательной операции (в июле 1944 года). За отличия в боях при овладении г. Станислав приказом ВГК от 10.8.1944 дивизии было присвоено наименование «Станиславская», а полковник В. И. Новожилов награждён орденом Суворова 2-й степени (24.5.1945). С 31 августа 1944 г. командовал 161-й стрелковой Станиславской дивизией, участвовал в Восточно-Карпатской, Карпатско-Дуклинской и Карпатско-Ужгородской наступательных операциях. Командир 18-го гвардейского стрелкового корпуса генерал-майор И. М. Афонин в боевой характеристике на него от 24.10.1944 отмечал: «161-я дивизия под командованием Новожилова в ходе летнего наступления 1944 года сыграла решающую роль в боях при овладении городами Станислав и Берислав и содействовала освобождению городов Дрогобыч и Стрый. В боях за преодоление Карпат 161-я дивизия полковника Новожилова вновь являлась ведущей дивизией и действовала на ударных направлениях. В боях при освобождении Станиславской и Дрогобычской областей и в боях за Карпаты полковник тов. Новожилов показал себя умелым, достойным, инициативным командиром, способным организовать бой и руководить дивизией в бою…»
Однако 24.11.1944 года В. И. Новожилов был отстранен от должности «за слабое руководство дивизией в бою, невыполнение задачи и ложную информацию». До апреля 1945 года находился на лечении в госпитале, затем состоял в распоряжении ГУК НКО.
После войны в июне 1945 года назначен начальником цикла тактики 1-го Хабаровского пехотного училища. В ноябре 1945 года переведен на курсы «Выстрел», где занимал должности преподавателя и старшего преподавателя тактики, пом. начальника цикла тактики.
9 октября 1953 года уволен в запас.

## Награды
- Орден Ленина (6.11.1945)
- Три ордена Красного Знамени (9.08.1941, 3.11.1944, 15.11.1950)
- Орден Суворова II степени (21.5.1945)
- Медали.